# Nicolò Mozzato
Pour les articles homonymes, voir Mozzato.
Nicolò Mozzato (né le 13 mars 2000 à Venise) est un gymnaste artistique italien.
Licencié à la SPES de Mestre, il remporte le titre national 2018. Il remporte le titre individuel all-around des Championnats d’Europe juniors 2018 à Glasgow le 9 août 2018.